# Dobrosława
Dobrosława, Dobroslava – starosłowiańskie imię żeńskie złożone z członów Dobro- („dobry”) i -sława („sława”) , oznaczające tę, która „cieszy się dobrą sławą” . Popularniejsze stało się w XIX wieku, kiedy w ramach panslawizmu przywracano imiona słowiańskie; swojej wnuczce nadał takie drugie imię Julian Ursyn Niemcewicz.
Najstarszy znany polski zapis tego imienia pochodzi z 1200 roku . Staropolskie zdrobnienia Dobrosławy: Dobrocha, Dobrochna (notowana od 1265 roku; obecnie bywa nadawana także samodzielnie), Dobroszka. Niektóre inne możliwe staropolskie zdrobnienia: Dobrosta, Dobrosza, Dobroszna, Dobruchna, Dobrusza, Dobruszka, Dochna .
Żeński odpowiednik imienia Dobrosław.
W innych językach:
- łacina – Dobroslava
- rumuński – Dobruşa
- węgierski – Dobroszláva.

Dobrosława imieniny obchodzi 9 kwietnia.

## Kobiety noszące imię Dobrosława i zdrobnienia
- Dobrosława Bałazy – reżyser Teatru Polskiego Radia;
- Dobrochna Kędzierska-Truszczyńska – polska dziennikarka, publicystka, posłanka na Sejm PRL X kadencji;
- Dobrosława Miodowicz-Wolf – polska alpinistka i himalaistka, etnograf; zginęła w Karakorum podczas zejścia po próbie zdobycia szczytu K2.

Podobne imiona staropolskie: Dobrawa, Dobrogniewa, Dobromira, Dobromiła, Dobroniega, Dobrosułka, Dobrowieść oraz Dobrożyźń.